# Гипотеза Омфалоса
Гипотеза Омфалоса (англ. Omphalos hypothesis) получила название по книге 1857 года натуралиста Филиппа Генри Госсе «Омфалос», в которой автор предполагает, что для того, чтобы мир функционировал, Бог должен был создать Землю вместе с горами и каньонами, деревья вместе с годичными кольцами, Адама и Еву с волосами, ногтями и пупком (на греческом омфал), и что таким образом любые свидетельства более древнего происхождения Земли и Вселенной не могут быть достоверными. Некоторые креационисты считают, что Адам и Ева не имели пупка, а деревья в Эдеме были без годичных колец.

## Критика
Американский биолог Стивен Джей Гулд в статье 1987 года пишет:

Так что же всё-таки не так с Омфалосом? Пожалуй только одно: нет никакого способа выяснить, насколько эта гипотеза ложна или, если на то пошло, истинна. Омфалос является классическим примером совершенно неверифицируемой идеи, поскольку мир даже в самых мелких деталях будет выглядеть в точности таким же, окажись останки и геологические пласты изначально существующими либо продуктом действительной истории.
Оригинальный текст (англ.)But what is so desperately wrong about Omphalos? Only this really (and perhaps paradoxically): that we can devise no way to find out whether it is wrong — or for that matter, right. Omphalos is the classical example of an utterly untestable notion, for the world will look exactly the same in all its intricate detail whether fossils and strata are prochronic or products of an extended history.

### Вводящий в заблуждение создатель
С религиозной точки зрения, данная гипотеза может быть интерпретирована как факт того, что Бог создал фальшивку вместе с иллюзиями света взрывов сверхновых, которые в действительности не происходили, или вулканических гор, которые никогда не были вулканами.

## Другие формулировки

### Гипотеза пяти минут
Гипотеза пяти минут — скептическая гипотеза, предложенная Бертраном Расселом, в которой он предлагает идею о том, что вселенная появилась из ниоткуда всего пять минут назад, со всеми воспоминаниями и историческими следами. Гипотезу часто используют в качестве примера того, как можно придерживаться крайнего философского скептицизма в отношении памяти.

### Прошлый четвергизм
Прошлый четвергизм (англ. Last Thursdayism) является ответом на данную гипотезу, в котором утверждается, что, следуя той же логике, можно утверждать, что мир был создан не раньше прошлого четверга (или любой другой даты), но выглядит более старым: люди, обладающие памятью, книги истории, окаменелости и т. д. В дальнейшем эту идею развили в пародийную религию со своим катехизисом.

## В культуре
Хорхе Луис Борхес в 1941 году написал эссе «La Creación y P. H. Gosse» (в русском переводе «Сотворение мира и Ф. Госс» или «Творение и Ф. Г. Госс»), в котором изложил гипотезу Омфалоса. Разновидностью её крайней формы можно считать верования в фантастическом мире его же рассказа «Тлён, Укбар, Орбис Терциус».